# 丹尼爾·華倫斯
丹尼爾·華倫斯（英語：Daniel Wallace；1993年4月14日—）是一位英国游泳運動員，他擅長自由泳。他代表苏格兰參加了2014年英聯邦運動會，並且贏得了金牌。他也曾在2015年世界游泳锦标赛获得接力金牌。